# Gwiazdosz czteropromienny
Gwiazdosz czteropromienny (Geastrum quadrifidum DC. ex Pers.) – gatunek grzybów należący do rodziny gwiazdoszowatych (Geastraceae).

## Systematyka i nazewnictwo
Pozycja w klasyfikacji według Index Fungorum: Geastrum, Geastraceae, Geastrales, Phallomycetidae, Agaricomycetes, Agaricomycotina, Basidiomycota, Fungi.
Nazwę polską podali Barbara Gumińska i Władysław Wojewoda w 1968 r. W polskim piśmiennictwie mykologicznym gatunek ten opisywany był też pod nazwami: promieniak uwieńczony i gwiazdosz koroniasty.

## Morfologia
Owocnik
Młode zamknięte, kuliste, średnicy 2–4 cm, jasnobrązowe, pokryte cienką warstwą grzybni. Okrywa zewnętrzna pęka dość głęboko, przeważnie na cztery ramiona, rzadziej na pięć, które rozchylają się gwiaździście, a następnie odginają w dół, wskutek czego owocnik unosi się charakterystycznie na czterech nóżkach. Ramiona białawe do kremowych. Okrywa wewnętrzna ołowianoszara, kulistawa lub jajowato wydłużona, osadzona na krótkiej i grubej szyjce. Apofiza uformowana. Otwór szczytowy niski, włóknisty. Wokół otworu wyraźny talerzyk ograniczony wałeczkiem.
Zarodniki
kuliste, o średnicy 4,5–6 μm, o powierzchni pokrytej drobnymi brodawkami. Wysyp zarodników ciemnobrązowy.

## Występowanie i siedlisko
W Polsce gatunek rzadki. Od 2014 r. jest objęty ochroną częściową grzybów, dawniej podlegał ochronie ścisłej. Znajduje się na Czerwonej liście roślin i grzybów Polski. Ma status R – potencjalnie zagrożony z powodu ograniczonego zasięgu geograficznego i małych obszarów siedliskowych. Znajduje się na listach gatunków zagrożonych także w Belgii, Danii, Wielkiej Brytanii, Norwegii, Holandii, Szwecji, Litwie.
Rozwija się w lasach i zaroślach, często pod świerkami, chętnie na podłożu wapiennym. Owocniki wytwarza od sierpnia do października, pojedynczo lub w małych grupach. Suche owocniki są znajdowane także w bezśnieżne zimy, a nawet wiosną. Jest to jeden z najmniejszych gwiazdoszy. Ze względu na charakterystyczny pokrój owocników nie myli się z innymi gwiazdoszami.